# Stare Stulno
Stare Stulno – część wsi Stulno w Polsce, położona w województwie lubelskim, w powiecie włodawskim, w gminie Wola Uhruska.
W latach 1975–1998 Stare Stulno administracyjnie należało do województwa chełmskiego.